# کمدی الهی

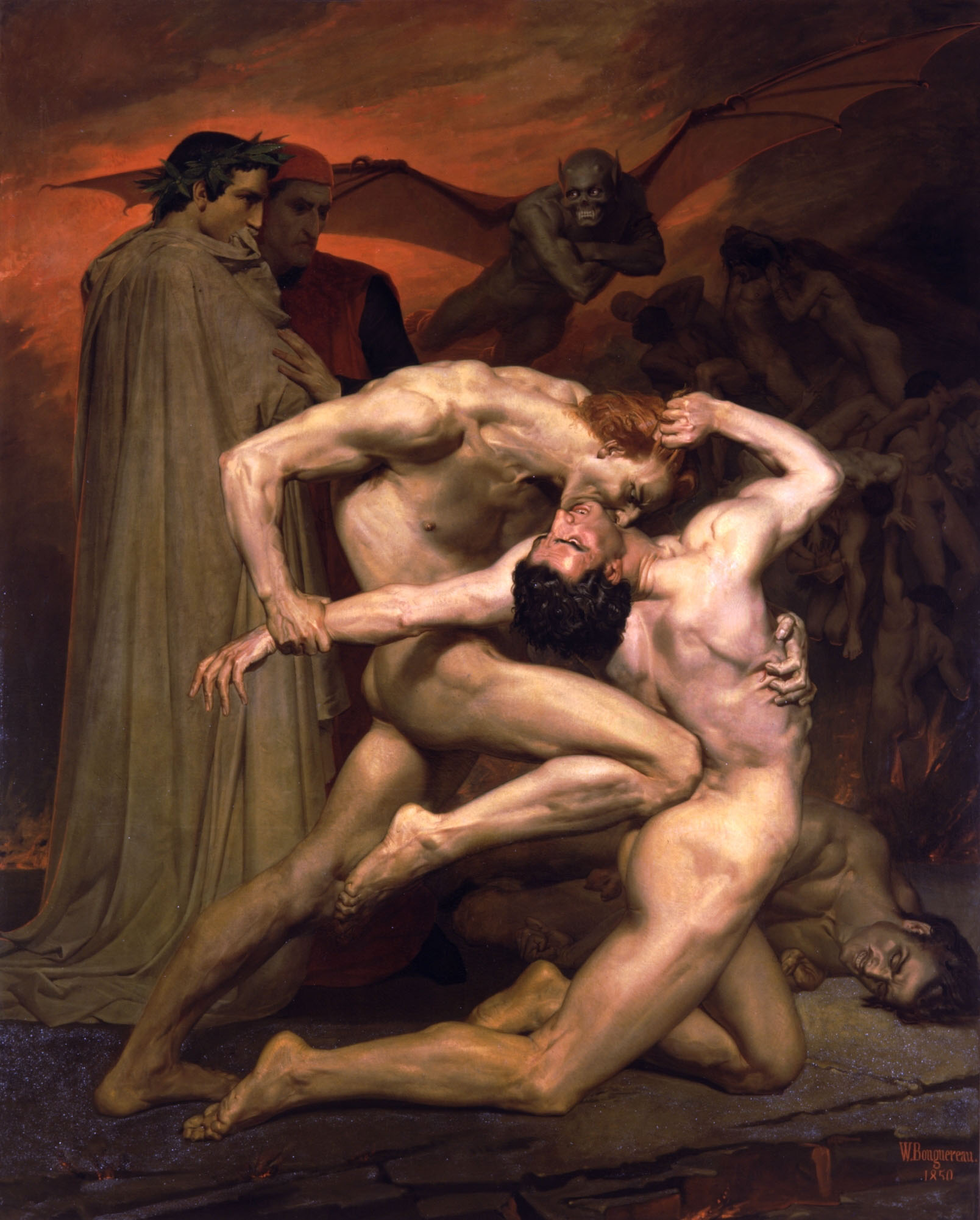
دانته و ویرِژیل در دوزخ (۱۸۵۰) اثر نقاش فرانسوی ویلیام-آدولف بوگرو (۱۸۲۵– ۱۹۰۵)

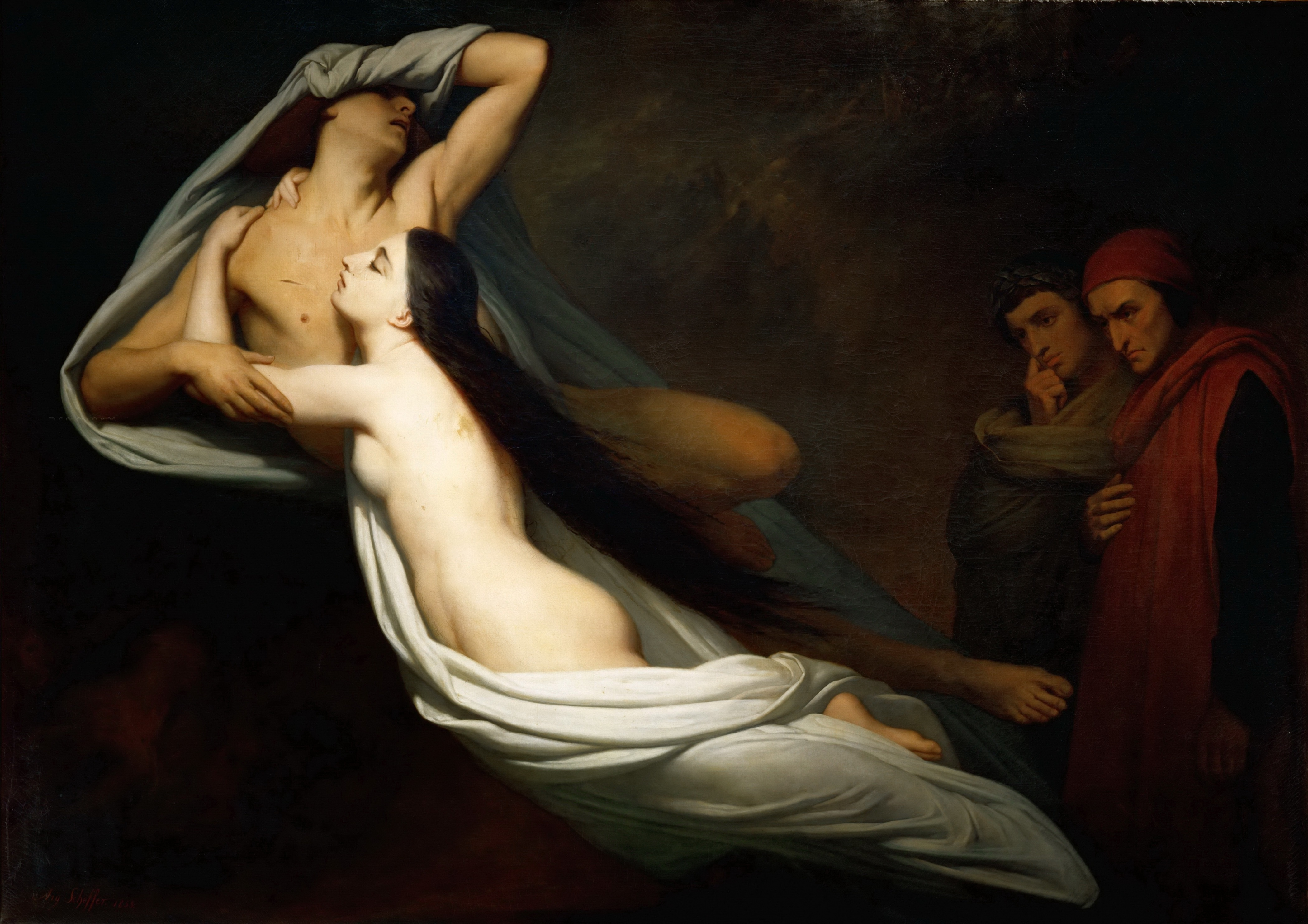
ملاقات دانته از روح فرانچسکا و پائولو در دوزخ اثر آری شیفر

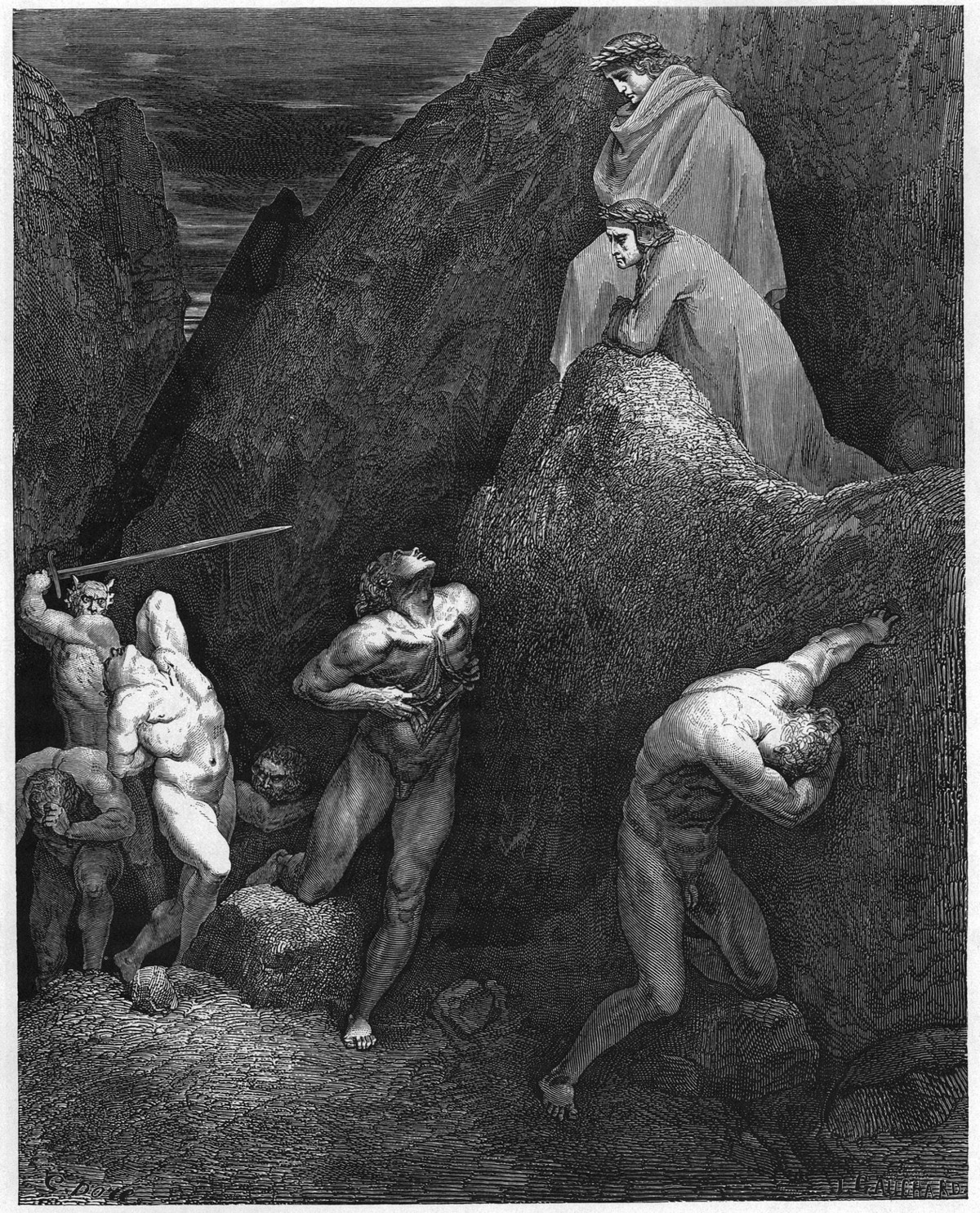
دانته آلیگیری در بخش نخست کمدی الهی، محمد، پایه‌گذار اسلام را مورد انتقاد قرار داده. تصویر فوق، یک تصویرسازی از گوستاو دوره می‌باشد که محمد (شخص میانی) و علی (جلوتر از محمد) را حین شکنجه ترسیم می‌کند.

کمدی الهی (به ایتالیایی: Divina Commedia) سه‌گانه‌ای‌ست به شعر که دانته آلیگیری، شاعر و نویسنده ایتالیایی، نوشتن آن را در سال ۱۳۰۸ میلادی آغاز و تا اندکی پیش از مرگش در سال ۱۳۲۱ میلادی کامل کرد. این کتاب از زبان اول شخص است و دانته در این کتاب، سفر خیالی خود را به دوزخ، برزخ و بهشت تعریف می‌کند. کمدی الهی یکی از نخستین کتاب‌های ادبیات ایتالیا است و از بزرگ‌ترین آثار در ادبیات جهان به‌شمار می‌آید. این کتاب کمک کرد تا زبان توسکانی و شیوهٔ نوشتاری آن به استانداردی برای زبان ایتالیایی تبدیل شود. به‌نظر می‌رسد این کتاب تأثیر زیادی از کتاب ارداویراف‌نامه داشته‌است چرا که هماهنگی زیادی بین این دو کتاب وجود دارد؛ و کمدی‌الهی پس از این کتاب زرتشتی نوشته شده‌است.
این کتاب در ابتدا کمدی (به ایتالیایی: Commedìa) نام داشت و بعدها جیووانی بوکاچیو (نویسنده هم‌عصر دانته) واژهٔ الهی را به آن افزود و نام کمدی الهی برای نخستین بار در چاپ و نیز به سال ۱۵۵۵ بر جلد این کتاب ظاهر شد.
در سفر دانته به دنیای پس از مرگ، دو راهنما او را همراهی می‌کنند؛ در دوزخ و برزخ راهنمای او «ویرژیل»، شاعر رومی است که چند سده پیش از دانته زندگی می‌کرده، و در بهشت راهنمای او بئاتریس پورتیناری است که دانته او را دوست می‌داشته و در کتاب زندگانی نو به شرح عشق خود به او پرداخته‌است. «البته در برخی منابع ذکر شده که بئاتریس همانند ویرژیل (که سمبل عقل و منطق بشری است) جنبهٔ سمبلیک داشته و مظهر عشق و فروغ الهی است؛ و اشاره دانته به عشق زمینی خود در کتابی با مضمون خدا و فروغ و حد اعلای کمال بعید به نظر می‌رسد.» (به نقل از شجاع الدین شفا)
دانته در این کتاب از مراحل مختلف دوزخ، برزخ و بهشت می‌گذرد و در این مراحل با شخصیت‌های مختلف تاریخی برخورد می‌کند، تا عاقبت در آخرین مرحله بهشت به دیدار خدا می‌رسد.
دانته در طبقه اول دوزخش اشخاصی مانند بوعلی سینا و صلاح‌الدین ایوبی را ملاقات می‌کند و همچنین بزرگانی چون ارسطو و هومر که در نوع خود تجربه‌ای بی‌نظیر به حساب می‌آید.

## اشخاص مشهور نام برده

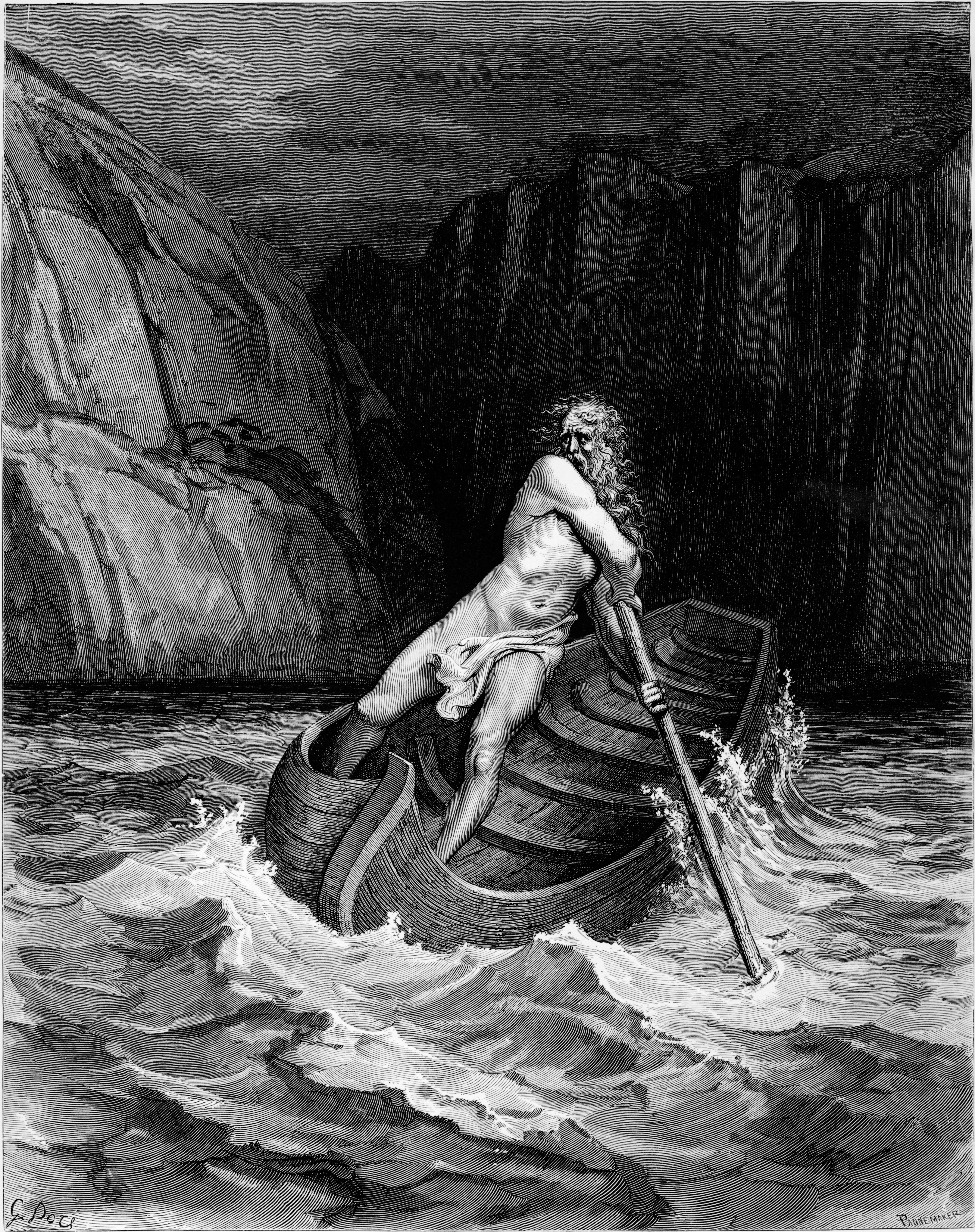
از مجموعه نقاشی‌های گوستاو دوره است که به منظور منقش‌سازی کمدی الهی کشیده شده است.

در کتاب از اشخاص مشهوری چون: بوعلی سینا، اطلس، جالینوس، بقراط، کلئوپاترا، اقلیدوس، ابن رشد، ویرژیل، لوکرتیا، صلاح‌الدین، هومر، انئید، سنکا، بونیفاس هشتم، ارفئوس، سلستین پنجم، سقراط، ارسطو، افلاطون، بروتوس، ذیمقراطیس، کورنیلیا (Cornelia)، بطلمیوس، هلن، دیوسکوریدس، امپدوکلس، لاکسیس، هراکلیوس، تالس، سمیرامیس، نینوس، ژولیا، زنون، آمفیارئوس، خارون، ریچارد شیردل، داردانوس، مارسیا (Marcia)، آناکساگوراس، دیوجانس، پائولو، اولیس، اوید، فرانچسکا، فیلیپو آرجنتی (Filippo Argenti)، پاریس، اورفئوس، زئوس، آشیل، مایکل اسکات، اسکندر مقدونی، تیرسیاس، آتیلا، تارکوئینیوس متکبر و… نام برده شده‌است.

## نماد گناهان دوزخ و مکان دوزخ
در کتاب کمدی الهی برای گناهان ۳ نماد وجود دارد:
1. ماده گرگ = نماد هرزگی
2. شیر خشمگین = نماد ترش‌رویی و عصبانیت
3. پلنگ خالدار = نماد حرص و آز

دوزخ به دو بخش تقسیم می‌شود: ۱-دوزخ علیا ۲-دوزخ سفلی

## صحنه‌های دراماتیک
در این کتاب صحنه‌های دراماتیک زیادی وجود دارد اما دوتا از معروفترینشان در دوزخ می‌باشد.
یکی از این صحنه‌ها در آخر کتاب دوزخ می‌باشد که «دانته و ویرژیل» از شیطان (ابلیس) عبور می‌کنند تا به برزخ برسند.

## کمدی الهی در ادبیات فارسی
شجاع‌الدین شفا نخستین مترجم فارسی این اثر بزرگ به زبان فارسی، (چاپ نخست سال ۱۳۳۵ انتشارات امیرکبیر) بود. کمدی الهی پس از انقلاب دیگر تجدید چاپ نشد، تا سال‌ها نایاب بود تا اینکه سرانجام دوباره در دهه هفتاد شمسی، نشر تیر با ترجمه فریده مهدوی دامغانی از وزارت ارشاد مجوز نشر گرفت و در آغاز آن مقدمه ای نیز از احمد مهدوی دامغانی آمده‌است. نیکلسون، مستشرق انگلیسی، بر این عقیده است که کمدی الهی متأثر از رسالةالغفران نوشته شده‌است. «رسالةالغفران» که نوشتهٔ شاعر معروف عرب، ابوالعلا المعری است، یک معراج‌نامه به‌شمار می‌آید. این معراج‌نامه شرح سفری خیالی است که در آن، شخصی به عالم پس از مرگ می‌رود و در این سفر با شخصیت‌های گوناگون اسلامی و دوران جاهلیت روبرو می‌شود و با آن‌ها گفتگو می‌کند. در بخش نخست کمدی الهی، زمانی‌که دانته به‌عنوان راوی وارد دوزخ می‌شود می‌بیند که محمد در کنار چند شخصیت تاریخی مشهور دیگر به دلیل گناهانی که مرتکب شده‌اند در حال مجازات شدن هستند. پیش از انقلاب ۱۳۵۷ ایران، شجاع‌الدین شفا ترجمهٔ فارسی بدون سانسور از کمدی الهی دانته را منتشر کرده بود که بخش مجازات محمد هم در آن وجود داشت، اما در نسخه‌های بعد از انقلاب که توسط افرادی مانند فریده مهدوی دامغانی، جلال‌الدین کزازی و کاوه میرعباسی ترجمه شدند این قسمت حذف شده‌است. در این کمدی از نظر دانته، گناهان وی عبارت بود از: ترویج مذهب دروغین، دعوی نزول وحی که نوعی شیادی کفرآمیز بود و بذر اختلاف را در جهان پاشید. دانته در اروپائی زندگی می‌کرد که ارتباط ادبی و فلسفی قابل توجهی با جهان اسلام داشت و عواملی مانند آوروئیسم تشویق می‌شد (Averrois, che'l gran comento feo" Commedia, Inferno, IV, 144 به معنی Averrois که تفسیر بزرگ را نوشت) از دوازده مرد خردمندی که دانته در کانتو ایکس بهشت ملاقات می‌کند، توماس آکویناس و حتی بیشتر از آن سیگر برابانت به شدت تحت تأثیر مفسران عربی ارسطو قرار گرفتند. عرفان مسیحی قرون وسطی نیز در تأثیر نوافلاطونی صوفیانی مانند ابن عربی سهیم بود. فیلسوف فردریک کاپلستون در سال ۱۹۵۰ استدلال کرد که رفتار محترمانه دانته با ابن رشد، ابن سینا و سیگر برابانت نشان‌دهنده اذعان او به «دین قابل توجه» به فلسفه اسلامی است.

## ساختار
این منظومه بلند، متشکل از سه بخش دوزخ، برزخ و بهشت است و هر بخشی سی‌وسه چکامه (کانتو) دارد که به اضافه مقدمه، در مجموع شامل صد چکامه می‌شود. در کتاب مذکور آمده‌است: دانته برای این اثر از قافیه‌پردازی جدیدی که به «قافیه سوم» مشهور شد، سود جست. هر چکامه به بندهای «سه بیتی» تقسیم می‌شود که بیت اول و سوم، هم قافیه‌اند و بیت میانی با بیت اول و سوم بند بعدی، دارای قافیه جداگانه‌است. مبنای وزن هر بیت یازده هجایی است. مجموع ابیات کمدی الهی به ۱۲۲۳۳ بیت می‌رسد. زبان این اثر گویش ایالت توسکانا است که در تثبیت آن به عنوان گویش برتر زبان ایتالیایی و مبنای زبان ایتالیایی جدید مؤثر بوده‌است.

## آثار هنری مرتبط

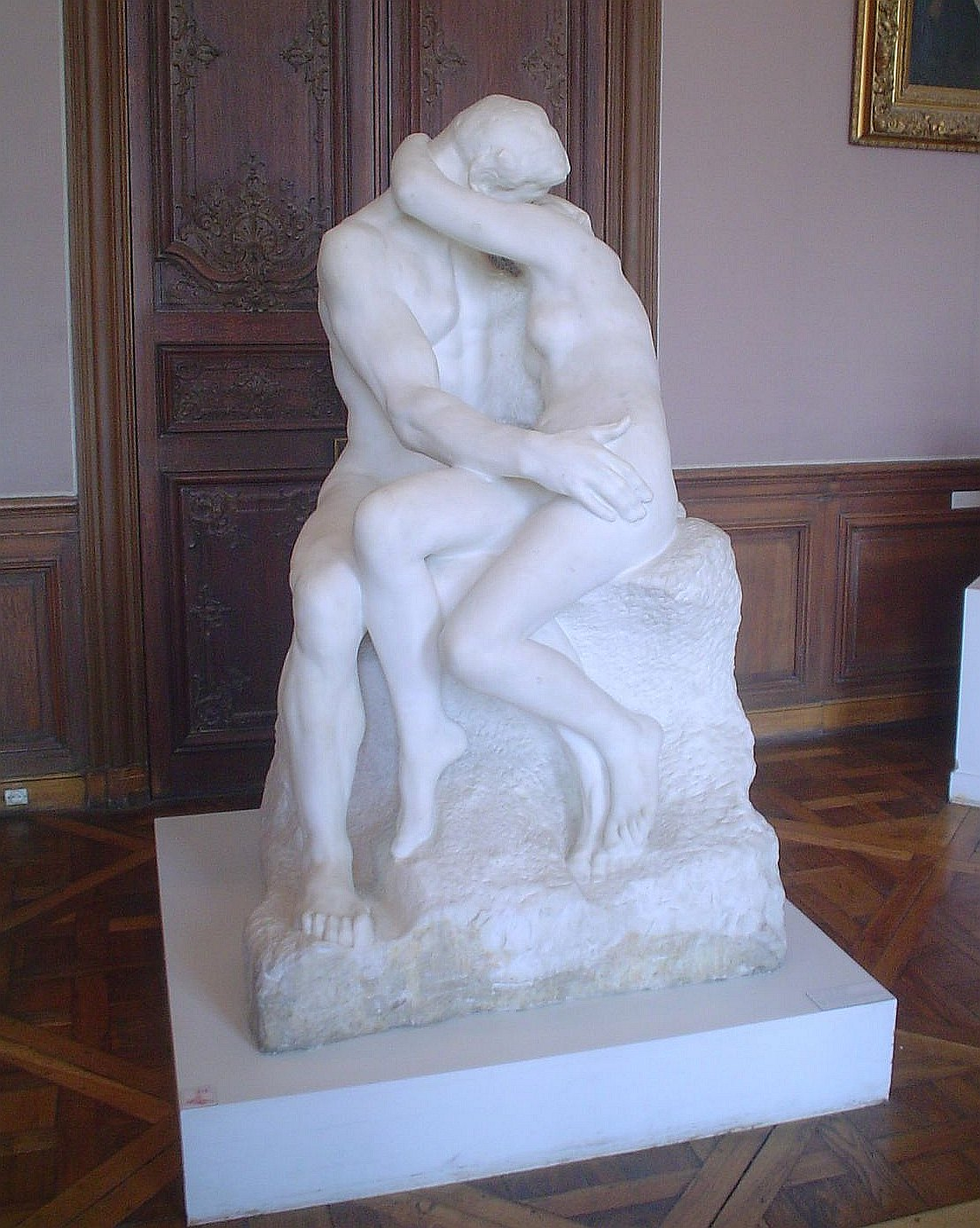
بوسه رودن نماینده پائولو و فرانچسکا در دوزخ است.

شاعران، نقاشان و مجسمه‌سازان بزرگ بسیاری به خلق آثار برجسته‌ای پرداختند که موضوع اصلی آن صحنه‌ها و داستان‌های کمدی الهی است. بوتیچلی، نقاش بزرگ و معاصر میکل آنژ در سدهٔ ۱۵ (میلادی)، یکی از آنان است. دلاکروا، نقاش بزرگ دیگر و ویلیام بلیک شاعر بزرگ انگلیسی سدهٔ ۱۸ (میلادی)، گوستاو دوره، نقاش و حجار بزرگ سدهٔ ۱۹ (میلادی)، رافائل، شفر، گلز، دلابرد، هامان، مورخانی و بسیاری دیگر، از زمره کسانی هستند که با موضوع کمدی الهی آثار جاودانی خلق کرده‌اند. بجز اینها از دیر باز تاکنون در کرسی‌های «دانته‌شناسی» در دانشگاه‌های معتبر جهان، به شناخت، تفسیر و معرفی کمدی الهی می‌پردازند. اخیراً هم نویسندهٔ آمریکایی دن براون کتابی تحت عنوان دوزخ منتشر کرده که الهام گرفته از کمدی الهی دانته است